# Luisia teres
Luisia teres là một loài thực vật có hoa trong họ Lan. Loài này được (Thunb.) Blume mô tả khoa học đầu tiên năm 1849.